# Federazija Futbola SSSR
Die Federazija Futbola SSSR war der Fußballverband der Sowjetunion. Nach dem Zerfall der Sowjetunion wurde der Verband Anfang 1992 aufgelöst.

## Geschichte
1912 war der Rossijski Futbolny Sojus als russischer Fußballverband gegründet worden, der nach der Oktoberrevolution und der anschließenden Gründung der Sowjetunion aufgelöst wurde. Zunächst unterstand der Fußball in der UdSSR dem Staatskomitee für Sport Goskomsport, ehe 1934 die Federazija Futbola SSSR als Spezialverband gegründet wurde. Unter ihrer Leitung nahm die spätere Wysschaja Liga im selben Jahr unter dem Namen Grupa A den Spielbetrieb auf.
Im Juli 1946 wurde die Federazija Futbola SSSR in die FIFA aufgenommen, 1954 gehörte der Verband zu den Gründungsmitgliedern der UEFA. Die Nationalmannschaft erlebte in den Folgejahren ihre beste Zeit, als sie bei den Olympischen Sommerspielen 1956 die Goldmedaille holte und der Europameisterschaft 1960 den Titel gewann. Bis 1972 erreichte sie noch zweimal das EM-Finale und bei der WM 1966 das Semifinale.
Im Zuge des Zerfalls der Sowjetunion gründete sich im Dezember 1991 die Gemeinschaft Unabhängiger Staaten, entsprechend wurde am 11. Januar 1992 der GUS-Verband als Dachverband der einzelnen Verbände der vormaligen UdSSR-Verbände gegründet und bereits im Februar in der Folge von Machtkämpfen entstand der Rossijski Futbolny Sojus als russischer Fußballverband wieder. Der seinerzeitige FIFA-Vizepräsident Wjatscheslaw Iwanowitsch Kolosow als letzter Vorsitzender der Federazija Futbola SSSR rückte auf den Präsidentensitz des russischen Verbandes, damit einhergehend hörte die Federazija Futbola SSSR auf, zu existieren.